# Luník IX
Luník IX ist ein südwestlich gelegener Stadtteil in Košice in der Ostslowakei.
Der Stadtteil wurde in den 1970er Jahren in Plattenbauweise gebaut und war als Wohngebiet für Angehörige der Armee, der Polizei sowie der Roma-Minderheit konzipiert. Nach der politischen Wende 1989/90 und dem Wegzug nahezu aller Einwohner slowakischer Ethnizität entwickelte sich der Stadtteil zu einem ethnischen Ghetto. Ursprünglich für etwa 2000 Einwohner konzipiert, wohnen in Luník IX heute mehr als 6000 Menschen in teils verfallenen Plattenbauten. Hygienische und soziale Missstände wie Arbeitslosigkeit machen ihn zu einem Lehrbeispiel für verfehlte Sozialpolitik während und nach der kommunistischen Ära.

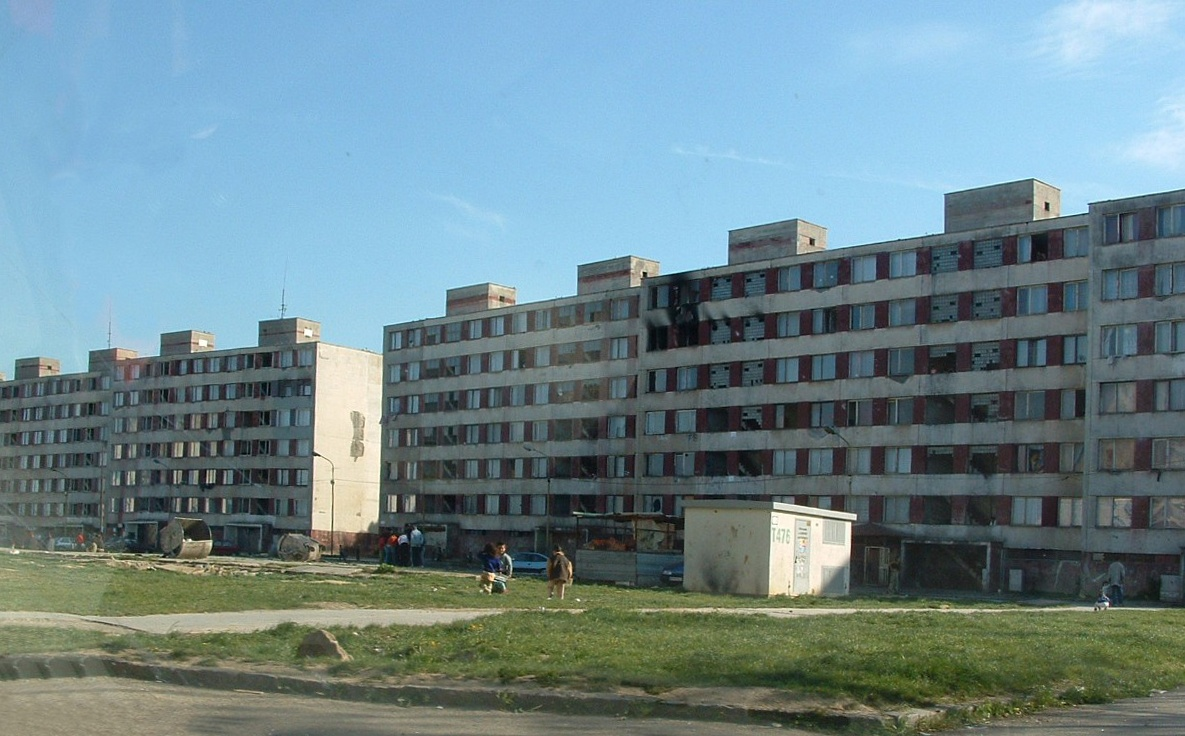
Typisches Plattenbauhaus im Stadtteil

## Geschichte
Das Jahr 1969 markiert den Startpunkt der Siedlung, als das Sozialministerium eine Komisia vlády pre otázky obyvateľov cigánskeho pôvodu (etwa „Regierungskommission zu Fragen von Bürgern zigeunerischer Herkunft“) gründete. Bereits in den 1950er und 1960er Jahren verabschiedete die Regierung der Tschechoslowakei mehrere Gesetze, die vorgeblich die Förderung einer sozialistischen Lebensweise propagierten, jedoch in erster Linie diskriminierend auf Roma abzielte. So wurden alle Bürger zur Sesshaftigkeit gezwungen und viele Roma aus der ländlichen Ostslowakei ins industriell geprägte Böhmen umgesiedelt, um sie zur Arbeit zu zwingen.
Als sogenannte ABC-Siedlung (armáda, bezpečnosť, Cigáni, zu deutsch etwa „Armee, Sicherheit, Zigeuner“) war der Stadtteil als eine Art soziales Experiment vorgesehen, mit der die Volksgruppe der Roma von ihrer traditionellen Lebensweise weg in die sozialistische Gesellschaft eingegliedert werden sollte. Neben Roma wurden auch Angehörige der tschechoslowakischen Armee, der Polizei und weiterer Sicherheitsorgane hier angesiedelt. Das Vorgehen war von der Idee getrieben, dass Roma sich anhand der als vorbildlich geltenden Lebensweise der staatlichen Kader ein Beispiel für „sozialistischen Lebensführung“ nehmen.
Der Bau der Siedlung begann Ende des Jahres 1970, nachdem der als sozialistische Wohnstadt gebaute Stadtteil Západ (in der Anfangszeit auch als Nové Mesto (Neue Stadt) bezeichnet) in allen Ausbaustufen fertiggestellt wurde. Ende 1978 zogen die ersten Bewohner in die Plattenbauten ein. Anfang der 1980er Jahre wurde mit etwa 2.000 Einwohnern die vorgesehene Größe der Einwohnerschaft erreicht. Armeeangehörige zogen jedoch bei weitem nicht so zahlreich in die Siedlung, an ihre Stelle rückten vermehrt Arbeiterfamilien, denen Wohnungen in Luník IX zugewiesen wurden. Zwei Jahre nachdem 1981 die ersten Mieter einzogen, betrug der Anteil Roma in der Siedlung rund 40 %.
Die Samtene Revolution und die politische Wende in der Tschechoslowakei veränderten das Bild der Siedlung, nun ein selbstständiger Stadtteil von Košice, drastisch. Ein großer Teil der Bevölkerung war nach dem Fall des Kommunismus erstmals von Arbeitslosigkeit betroffen. Zudem wurde im April 1995 seitens der Stadt Košice eine neue Sozialpolitik durchgesetzt: Hausbesetzer und Mieter, die als unzuverlässig eingestuft wurden, wurden zwangsweise nach Luník IX umgesiedelt, während Nicht-Roma-Familien, die zur kommunistischen Zeit in die Siedlung zwangseinquartiert wurden, sich nun für Wohnungen in anderen Stadtteilen bewerben durften. Bis etwa zur Jahrtausendwende stieg der Anteil der Roma-Bevölkerung dadurch auf 100 %.

### Namensgebung
Der ungewöhnliche Name mit römischer Nummerierung leitet sich von den Gebietsbezeichnungen im Ende der 1950er bis Anfang der 1960er neu entstandenen Stadtteil Západ ab. Die zwischen 1958 und 1960 stattfindenden Lunik-Missionen der Sowjetunion waren hierbei Namenspate. In Západ wurden die Wohneinheiten mit den Namen Luník I – VIII bezeichnet, für den sich südlich anschließenden Stadtteil, der später erst gebaut wurde, wählte man daher die Bezeichnung Luník IX.

## Bevölkerung
Gemäß der Volkszählung 2011 wohnten im Stadtteil Luník IX 6032 Einwohner, davon 3417 Roma, 1966 Slowaken, 70 Magyaren, vier Russinen, drei Tschechen sowie jeweils ein Deutscher, Russe und Ukrainer. Ein Einwohner gab eine andere Ethnie an und 568 Einwohner machten keine Angabe zur Ethnie.
3825 Einwohner bekannten sich zur römisch-katholischen Kirche, 641 Einwohner zur apostolischen Kirche, 110 Einwohner zur altkatholischen Kirche, 86 Einwohner zur griechisch-katholischen Kirche, 78 Einwohner zur Evangelischen Kirche A. B., 71 Einwohner zur orthodoxen Kirche, 45 Einwohner zu den christlichen Gemeinden, 34 Einwohner zur reformierten Kirche, 10 Einwohner zu den Zeugen Jehovas, zwei Einwohner zur evangelisch-methodistischen Kirche sowie jeweils ein Einwohner zu den Baptisten, zu den Mormonen, zu den Siebenten-Tags-Adventisten und zur Brüderbewegung. 19 Einwohner bekannten sich zu einer anderen Konfession, 129 Einwohner waren konfessionslos und bei 978 Einwohnern wurde die Konfession nicht ermittelt.

## Soziale Probleme
Luník IX gilt als negatives Lehrbeispiel der Ghettoisierung von Roma in Ostmitteleuropa. Ab 1987 wurden die in Košice und dessen Vororten lebenden Roma nach Luník IX umgesiedelt. Die in der Trabantenstadt bereits einquartierten Bewohner slowakischer Ethnie verließen den Stadtteil daraufhin innerhalb weniger Jahre wieder, wodurch sich Luník IX zu einem Brennpunkt mit sozioökonomisch schwacher Einwohnerschaft entwickelte.
In Luník IX sind Hepatitis, Kopfläuse, Durchfall, Krätze und Meningitis weit verbreitet. Fast die vollständige Einwohnerschaft ist von Arbeitslosigkeit betroffen.

## Infrastruktur

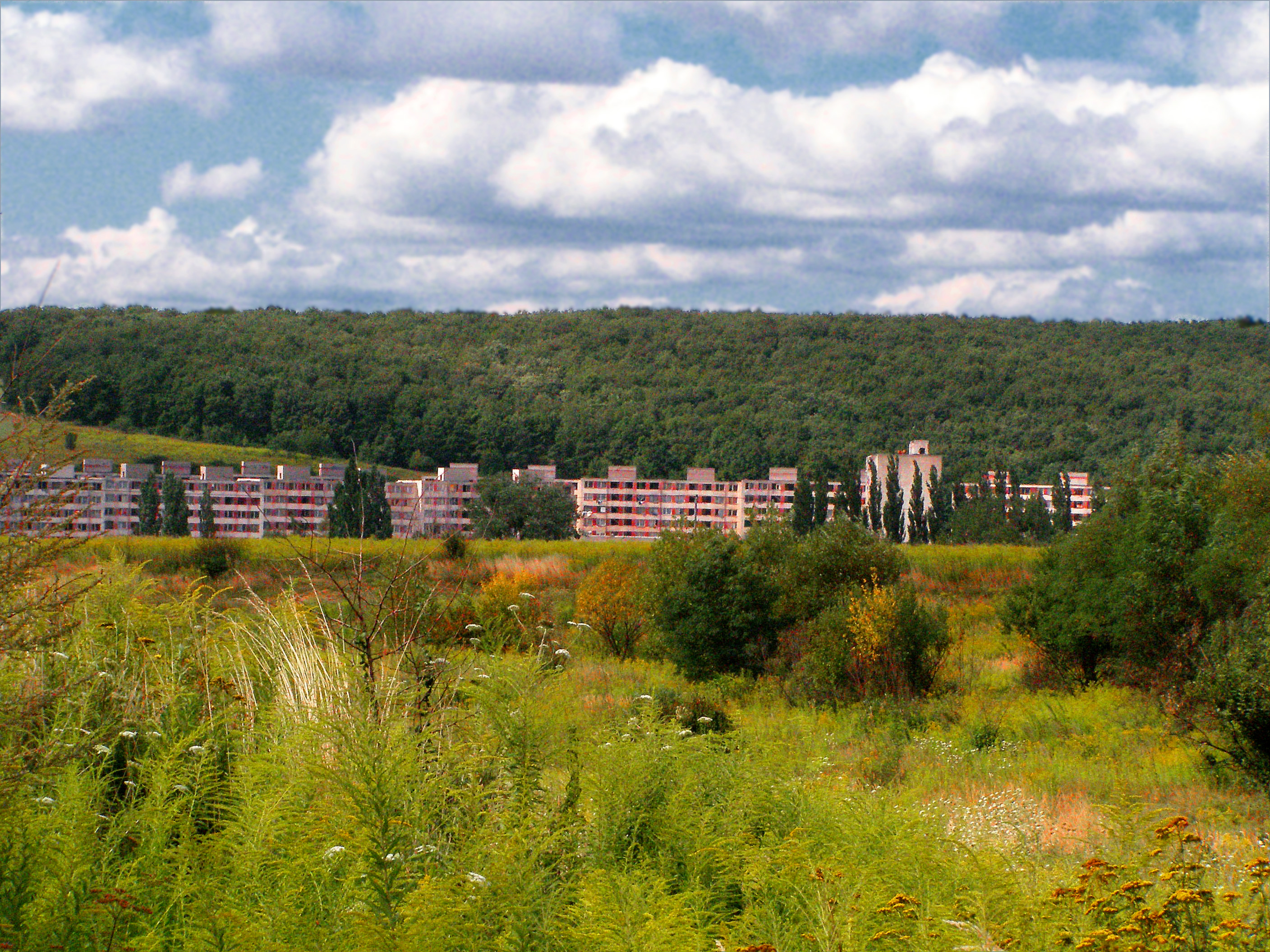
Sicht auf Luník IX aus der Umgebung

### Verkehr
Die Buslinie 11 (Námestie osloboditeľov–Luník IX) der städtischen Verkehrsbetriebe Dopravný podnik mesta Košice (DPMK) besitzt eine stündlich bis halbstündlich angefahrene Endhaltestelle mit Wendeschleife am Eingang zu Luník IX. An dieser Haltestelle ist der Ein- und Ausstieg nur durch die vordere Tür möglich, um Schwarzfahrten sowie den Zustieg von nicht berechtigten Personen zu vermeiden. Aus demselben Grund wird eine zweite Bushaltestelle (Luník IX rázcestie), die sich noch weiter außerhalb von Luník IX befindet, mittlerweile nur noch zu Schulzeiten angefahren. Die Busfahrer, die auf dieser Strecke eingesetzt werden, erhalten darüber hinaus eine Gefahrenzulage. Begründet wird diese mit häufigen Angriffen aggressiver Fahrgäste.

### Bildung
In Luník IX gibt es einen Kindergarten und eine Grundschule.

## Luník IX in den Medien

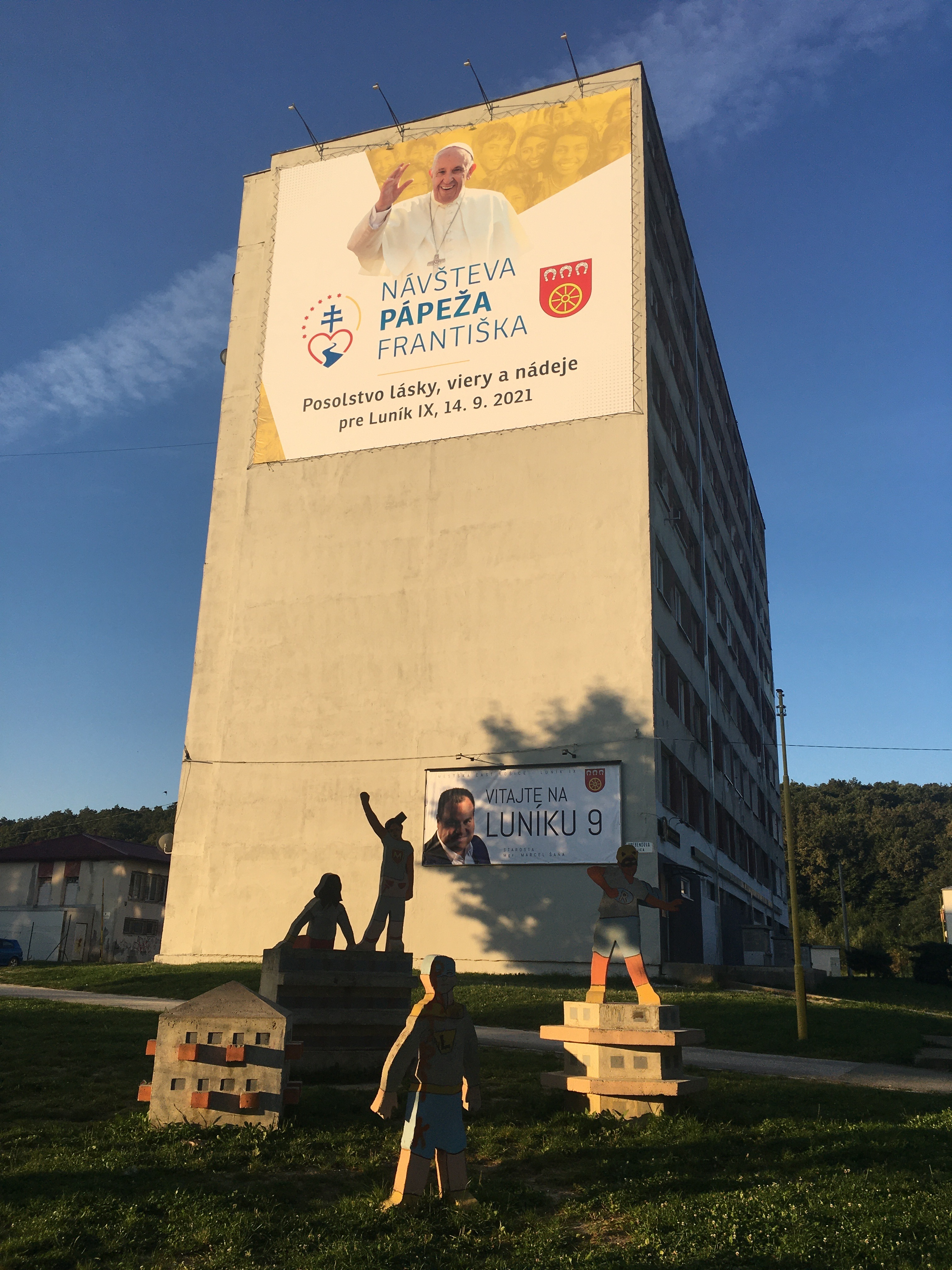
Ausgestellte Statuen kurz vor dem Papstbesuch

Mehrfach war der Stadtteil aufgrund der dortigen sozialen Probleme im Fokus internationaler Medien:
- Anlässlich der Europawahl 2014 besuchte im ORF-Format Wahlfahrt der Moderator Hanno Settele zusammen mit seiner Interviewpartnerin, der FDP-Politikerin Renata Alt, den Stadtteil und führte Gespräche mit einigen Bewohnern.[10]

- 2019 sorgte der britische Vlogger Benjamin Rich-Swift („Bald and Bankrupt“) mit einem Videobeitrag über seinen Besuch von Luník IX für Aufsehen in der Slowakei. Im für Außenstehende als lebensgefährlich geltenden Stadtteil knüpfte er direkten Kontakt zu den Einwohnern und ließ sogar Jugendliche mit seinem Equipment eigene Aufnahmen drehen.[11] Seine Erfahrungen beschrieb er als harmlos, die Zustände jedoch als unmenschlich.[12]

- Am 14. September 2021 besuchte Papst Franziskus auf seinem Slowakei-Besuch Luník IX. Zu dem Zeitpunkt lebten rund 6.000 Menschen in der Siedlung. Rund 90 Prozent der Bewohner hatten keine Arbeit und lebten von Sozialhilfe und Kindergeld.[13]